# Darri
Darri är en bergstopp i republiken Island. Den ligger i regionen Norðurland eystra, 280 km nordost om huvudstaden Reykjavík. 
Trakten runt Darri är nära nog obefolkad, med mindre än två invånare per kvadratkilometer. Närmaste större samhälle är Grenivík, omkring 15 kilometer söder om Darri. Trakten runt Darri består i huvudsak av gräsmarker.